# A Severed Head
A Severed Head è un film statunitense del 1970 diretto da Dick Clement.
Esso è basato sull'omonimo romanzo (A Severed Head) del 1961 scritto da Iris Murdoch.